# رواسب كلسية

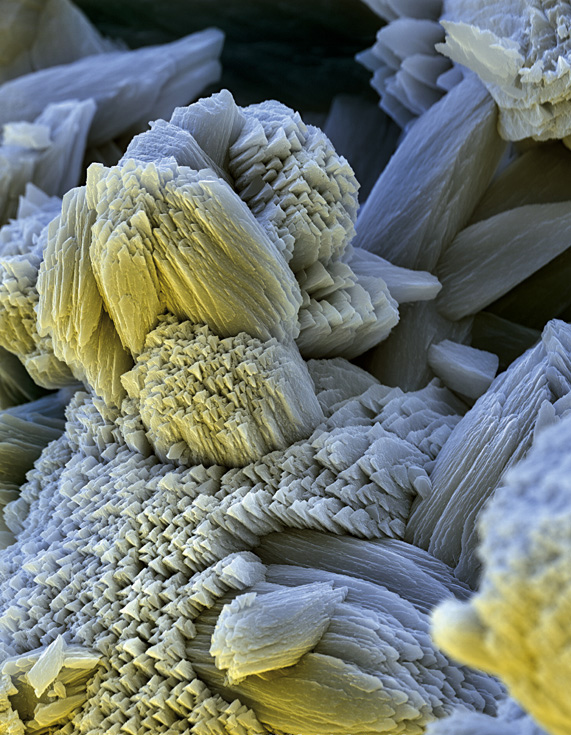
رواسب كلسية (صورة مجهرية بواسطة مجهر إلكتروني ماسح, مجال الرؤية 64 90x ميكرومتر)

الرواسب الكلسية هي الرواسب الطباشيرية والصلبة ذات اللون البيج، وتظهر في الغلايات ومراجل الماء الساخن وداخل أنظمة التدفئة المركزية التي تحتوي على ماء ساخن والتي لا تحظى بصيانة كافية. (تُسمى أيضًا كربونات الكالسيوم) وعادةً ما تظهر أيضًا كرواسب متشابهة على السطح الداخلي للأنابيب القديمة والأسطح الأخرى حيث يتبخر «الماء العسر». وبخلاف كون الرواسب الكلسية قبيحة المنظر وصعبة التنظيف، فإنها تعوق عملية التشغيل بشدة أو تتسبب في تلف مكونات عديدة.
يحتوي النوع المترسب في عناصر التسخين الموجودة في سخانات الماء وغيرها على مكون رئيسي من كربونات الكالسيوم. بينما يحتوي الماء العسر على بيكربونات كالسيوم (وعادةً مغنسيوم) و/أو أيونات مشابهة. وتتسم أملاح الكالسيوم، مثل بيكربونات الكالسيوم وكربونات الكالسيوم بأنها أكثر قابلية للذوبان في الماء الساخن عن الماء البارد. ولذا، لا يتسبب تسخين الماء في حد ذاته في ترسيب كربونات الكالسيوم. ومع ذلك، فإن هناك تعادلاً بين بيكربونات الكالسيوم الذائبة وكربونات الكالسيوم الذائبة:
Ca2+ + 2HCO3- ⇋ Ca2+ + CO32- + CO2 + H2O
حيث يكون التعادل مدفوعًا بالكربونات/البيكربونات، وليس الكالسيوم. لاحظ أن ثاني أكسيد الكربون (CO2) يذوب في الماء.
ويوجد تعادل أيضًا في نسبة ثاني أكسيد الكربون الذائب في الماء (dis) وفي الحالة الغازية (g):
CO2(dis) ⇋ CO2(g)
وينتقل أيضًا تعادل ثاني أكسيد الكربون إلى اليمين باتجاه ثاني أكسيد الكربون الغازي عند ارتفاع درجة حرارة الماء. وعند تدفئة الماء الذي يحتوي على كربونات الكالسيوم الذائبة، فإن ثاني أكسيد الكربون (CO2) يخرج من الماء في صورة غاز؛ مما يتسبب في انتقال التعادل بين البيكربونات والكربونات إلى اليمين، فيتزايد تركيز الكربونات الذائبة. ومع زيادة تركيز الكربونات، تترسب كربونات الكالسيوم في صورة ملح: Ca2+ + CO32- ⇋ CaCO3.
بينما يُضاف الماء البارد الجديد مع كربونات/بيكربونات الكالسيوم الذائبة ويتم التسخين، يخرج غاز ثاني أكسيد الكربون ويزداد تركيز الكربونات ويترسب المزيد من كربونات الكالسيوم.
تُستخدم العوامل المزيلة للترسبات لإزالة الرواسب. ويعتمد منع تراكم الرواسب على تقنيات إزالة عسر الماء.

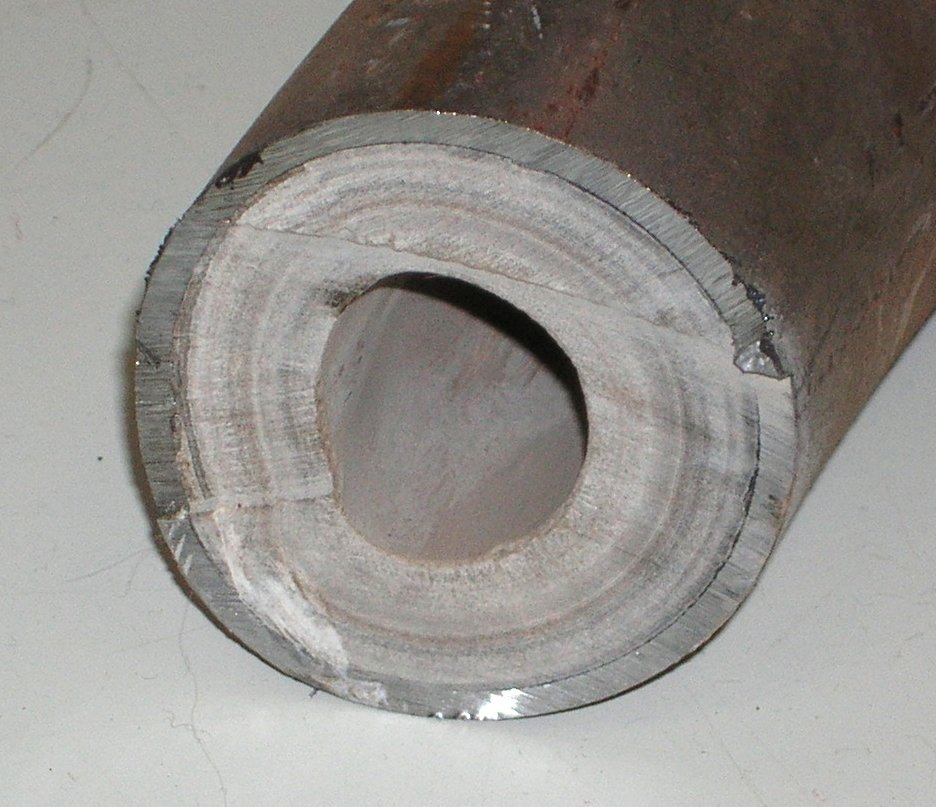
يقلل تراكم الرواسب الكلسية داخل الأنبوب من تدفق السائل عبر الأنبوب، بالإضافة إلى تقليل التوصيل الحراري من السائل إلى الجدار الخارجي للأنبوب. وسيعمل التأثيران على خفض الكفاءة الحرارية الكلية للأنبوب عند استخدامها كـمبادل حراري.

## المواد ذات الصلة

### رغوة الصابون
يمكن أن تجتمع كاتيونات الكالسيوم الناتجة من الماء العسر مع الصابون الذي يذوب في الماء العذب. وعادةً ما يُكوّن هذا التجمع رغوة صابون تترسب في شكل طبقة رقيقة على الأسطح الداخلية للحمامات والأحواض وأنابيب الصرف.

### مكونات الحديد المترسبة
تكون الرواسب ملونة عادةً نتيجة وجود المركبات التي تحتوي على الحديد. ومركبات الحديد الثلاثة الرئيسية هي الوستايت (FeO) والشاذنج (Fe2O3,) والمغنيتيت (Fe3O4).